# Hodinová věž (Bitola)
Hodinová věž (makedonsky Саат-кула) je historická budova v severomakedonském městě Bitola a jedna z jejích nejvýznamnějších památek. Stavba se nachází v samém středu města, na konci třídy Širok Sokak a Náměstí magnolií. Její výška činí 32 m, má čtvercovou základnu.
O stavbě chybí přesnější informace ohledně toho, kdy byla postavena, písemné zdroje dokládají její existenci od 16. století. Stejně jako ve všech dalších městech Balkánu, kde se nacházejí tyto stavby, ji zbudovali Turci.
Podle některých zdrojů se jednalo o dřívější stavbu, která se do současné doby nedochovala; současná hodinová věž mohla být postavena až roku 1830 společně s kostelem svatého Demetria.[zdroj?] Na jejím vrcholku se na rozdíl od řady obdobných staveb tohoto typu nachází pravoslavný kříž.
Počítání času v evropském stylu bylo zavedeno po připojení Bitoly k Srbsku v roce 1912. Hodinový stroj byl vyměněn v roce 1936 a obnoven roku 1962. Celková renovace stavby byla uskutečněna naposledy roku 2009.